# Bedford (Kentucky)
Bedford è un comune degli Stati Uniti d'America, situato nello Stato del Kentucky, nella Contea di Trimble, della quale è il capoluogo.